# Pamcoloma abba
Pamcoloma abba är en fjärilsart som beskrevs av William Schaus 1928. Pamcoloma abba ingår i släktet Pamcoloma och familjen tandspinnare. Inga underarter finns listade i Catalogue of Life.